# Ängsmarklöpare
Ängsmarklöpare (Calathus erratus) är en skalbaggsart som först beskrevs av C.R. Sahlberg 1827.  Ängsmarklöpare ingår i släktet Calathus, och familjen jordlöpare. Arten är reproducerande i Sverige.